# Панделис Папатанасиу
Панделис Папатанасиу (на гръцки: Παντελής Παπαθανασίου) е гръцки политик, кмет на Лерин.

## Биография
Роден е в Лерин в 1885 година в семейството на Атанас Попиванов (Атанасиос Папайоану, 1850-1946). Баща му е ръкоположен за гръцки свещеник в 1894 година и ръководи Комитета на леринските първенци, който има заслуга за влизането на гръцките войски в града в 1912 година и изпреварването на сръбските. Панделис учи в Битолската гръцка гимназия. В гимназията за изпълнение на гръцкия национален химн е арестуван и затворен в Битолския затвор. Там се запознава и сприятелява с дякона в Пелагонийската митрополия Атинагор, който по-късно става вселенски патриарх.
В 1908 година Папатанасиу е сред основателите на леринското музикално дружество „Орфевс“, изиграло важна роля в обществения живот на града.
От 1 ноември 1920 до 21 септември 1922 година е депутат от ном Лерин. Папатанасиу е последовател на политическата линия на Йон Драгумис.
В 1921-1922 и в 1928-1929 година Папатанасиу издава в Лерин вестник „Емброс“.
Папатанасиу е избран за кмет на Лерин за два последователни четиригодиншни мандата и заема поста от 15 април 1951 до 5 април 1959 година. С големите и важни дела като кмет - водопроводната и канализационна мрежа, мостове и укрепване на речните брегове на Сакулева, асфалтиране на пътища, тротоари, оформяне на горички и други - той се нарежда сред големите кметове на Лерин, като продължава делото на достойни предвоенни предшественици Стерьо Сапунджиев (1877-1960), Йоанис Теодосиу (1881-1972), Николаос Ст. Хасос (1892-1943).
Умира в 1976 година в къщата си на улица „Калергис“ в Лерин.
Името му носи улица в Лерин.